# Ophrys umbilicata
Ophrys umbilicata là một loài lan được tìm thấy từ vùng đông Địa Trung Hải cho đến Iran.

## Hình ảnh

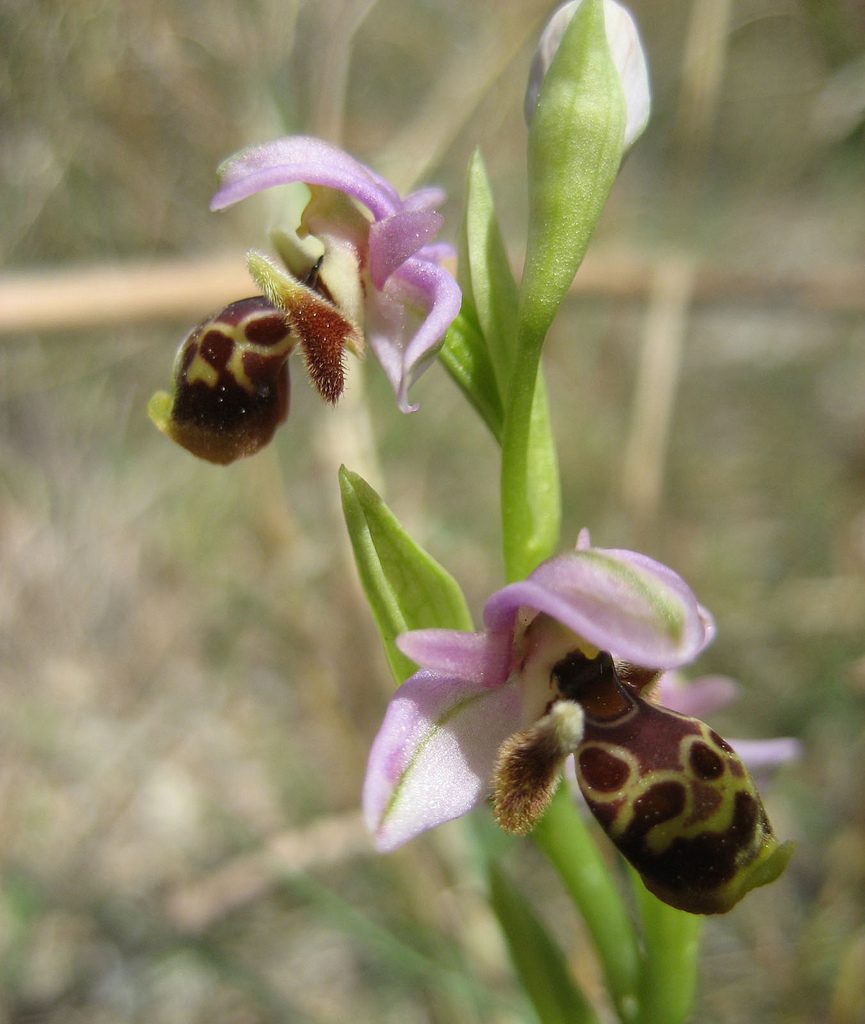
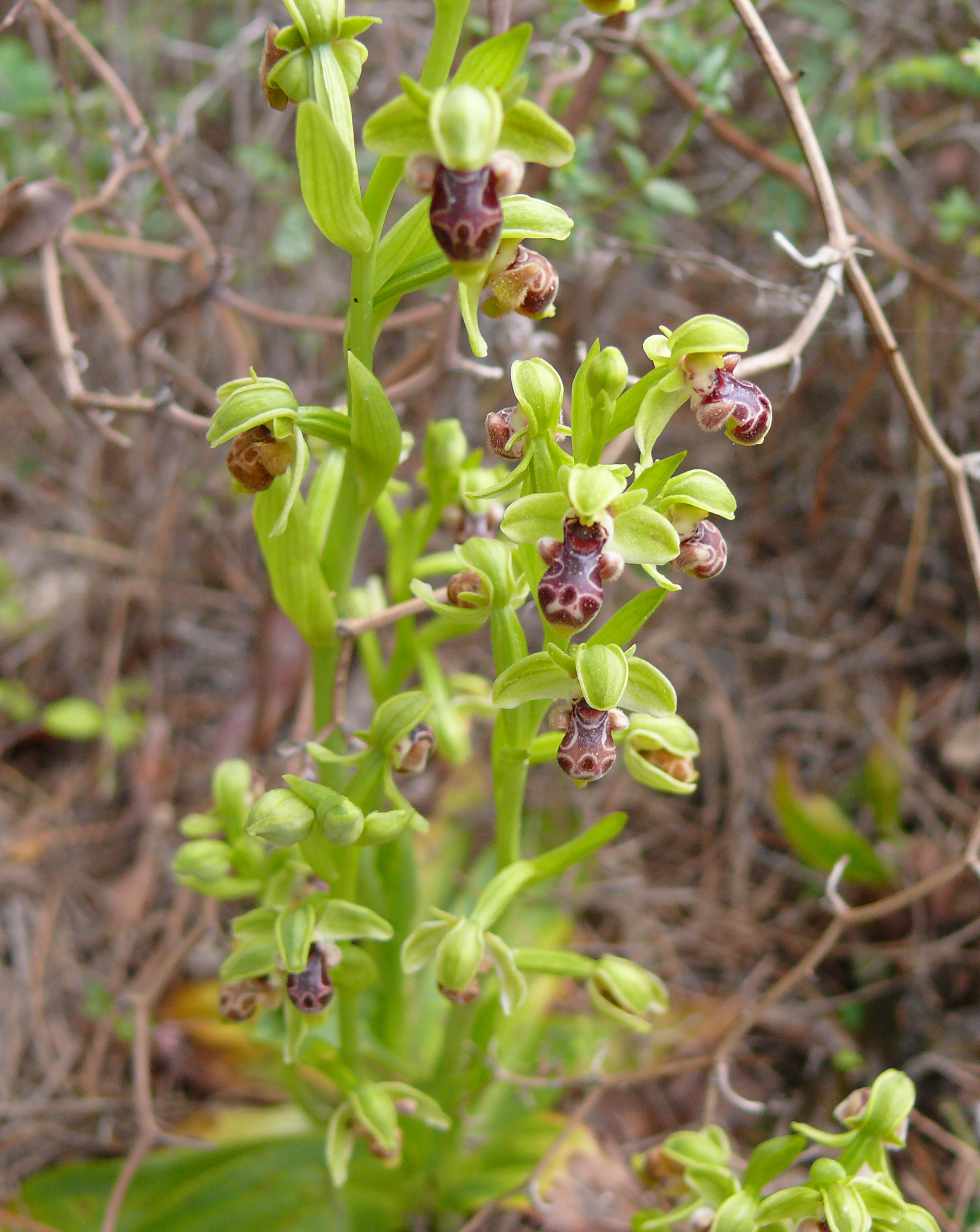
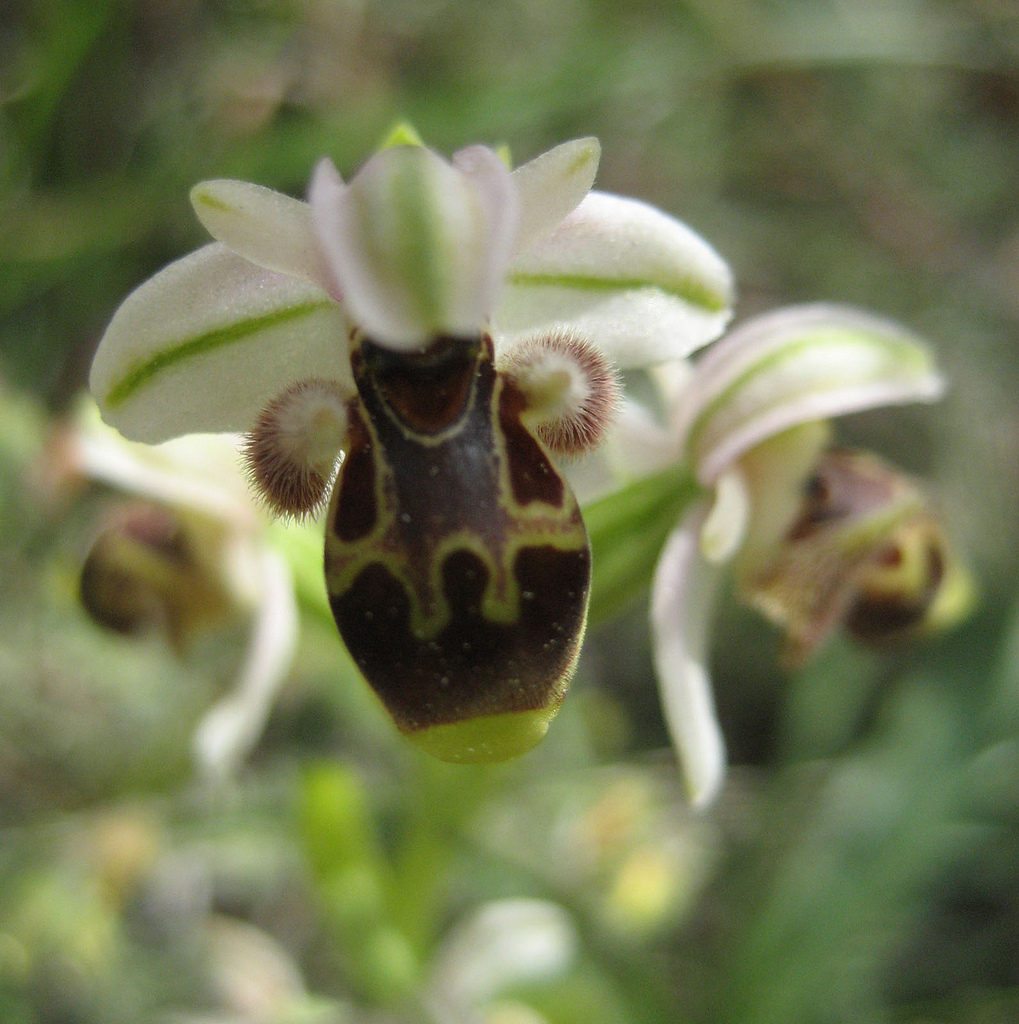
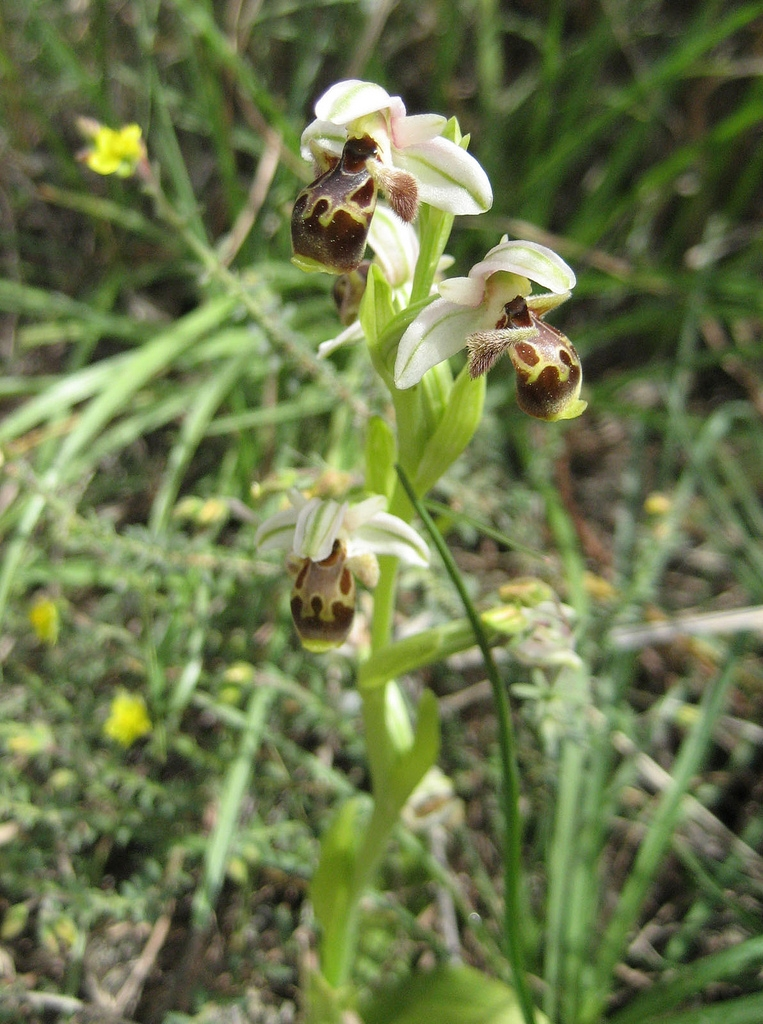